# Hlubočec
Hlubočec település Csehországban, a Opavai járásban. Hlubočec Bílovec, Opava, Těškovice, Vršovice, Hradec nad Moravicí, Skřipov és Pustá Polom településekkel határos. Lakosainak száma 576 fő (2024. január 1.).

## Népesség
A település lakosságának változását az alábbi diagram mutatja:
| Lakosok száma | 617  | 663  | 672  | 614  | 576  | 543  | 572  | 561  | 579  | 576  |
|               | 1869 | 1890 | 1921 | 1950 | 1980 | 2001 | 2017 | 2019 | 2022 | 2024 |